# Mestolobes semiochrea
Mestolobes semiochrea là một loài bướm đêm thuộc họ Crambidae. Nó là loài đặc hữu của Oahu.
Con trưởng thành đã được sưu tập trên hoa nở của loài cây Metrosideros.